# Hyperaspidius nanellus
Hyperaspidius nanellus är en skalbaggsart som beskrevs av Gordon 1985. Hyperaspidius nanellus ingår i släktet Hyperaspidius och familjen nyckelpigor. Inga underarter finns listade i Catalogue of Life.